# Hopliini
Hopliini Latreille, 1829 è una tribù di coleotteri scarabeidi della sottofamiglia Melolonthinae.

## Descrizione

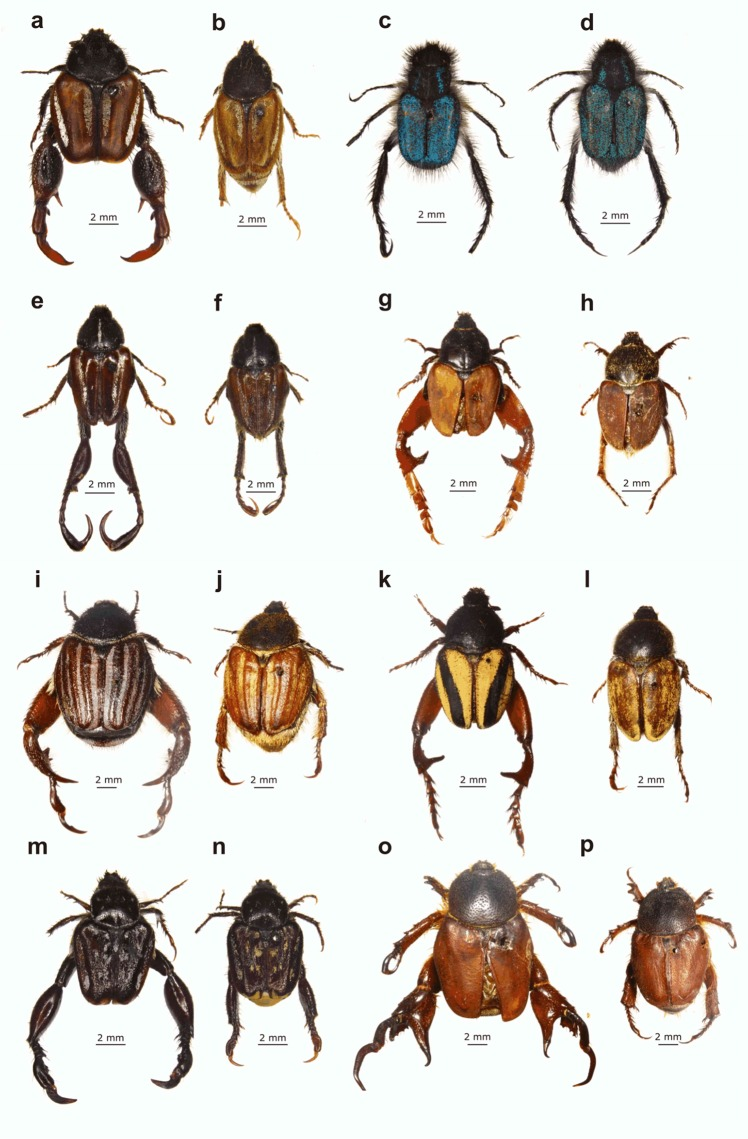
Esempi di dimorfismo sessuale in
Pachycnema calcarata (a-b), Anisonyx ditus (c-d), Heterochelus bivittatus (e-f), Heterochelus detritus (g-h), Denticnema striata (i-j), Heterochelus chiragricus (k-l), Pachycnema crassipes (m-n), Hoplocnemis crassipes (o-p).

Questi insetti hanno spesso livree dai colori vivaci e presentano pelosità più o meno marcate sul capo e sul pronoto. Hanno zampe posteriori grandi e potenti. Si distinguono dagli altri scarabeidi per gli artigli tarsali che, specialmente nelle zampe posteriori, sono diseguali e mobili.
Le diverse specie mostrano un più o meno marcato dimorfismo sessuale che riguarda sia le dimensioni, che i pattern di colorazione, nonché la grandezza e la forma delle zampe posteriori.

## Biologia

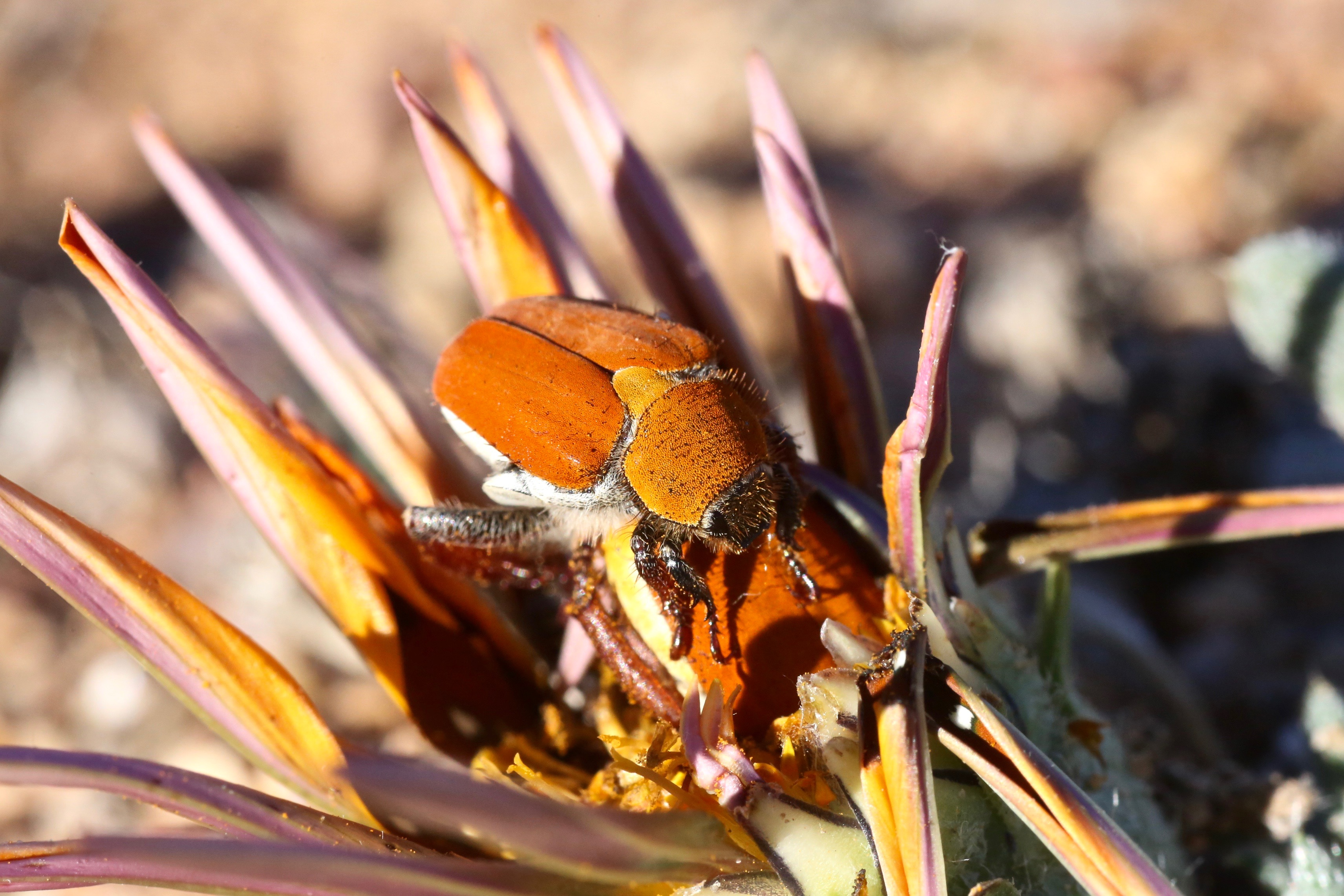
Scelophysa militaris in accoppiamento su Gazania leiopoda

Sono insetti fitofagi. Alcune specie sono generaliste, mentre altre mostrano una stretta associazione con i fiori di alcune specie. Si nutrono di polline e di nettare e utilizzano i fiori come luogo di accoppiamento. In ragione di tali abitudini di vita, risultano essere importanti impollinatori di molte piante, e parecchi gruppi di piante hanno sviluppato caratteri peculiari per attrarli.. Dipendono dalla impollinazione ad opera degli Hopliini numerose specie appartenenti alle famiglie Liliaceae (Daubenya spp., Ornithogalum spp.), Iridaceae (Aristea spp., Homeria spp., Ixia spp., Moraea spp., Romulea spp., Sparaxis spp., Tritonia spp., Hypoxidaceae (Spiloxene spp.), Asteraceae (Arctotis, Ursinia), Campanulaceae (Prismatocarpus, Wahlenbergia) e Droseraceae (Drosera).
I fiori impollinati dagli Hopliini hanno pattern di colorazione e morfologia del perianzio particolari, che presentano significative differenze rispetto a quelle dei loro parenti impollinati da api, falene o colibrì.. Sono in genere abbastanza grandi, a simmetria radiale, a forma di coppa, in grado di ospitare due insetti in accoppiamento. Mostrano spesso dei cosiddetti beetle marks, che sono dei segni prominenti e vivacemente contrastati, presenti sui tepali floreali vividamente colorati. Tali fiori, pur non essendo molto odorosi, risultano molto attrattivi per questi coleotteri.

## Distribuzione e habitat
La tribù ha un ampio areale che si estende nelle regioni temperate e tropicali di quasi tutto il mondo, con l'eccezione dell'Australia. Oltre la metà delle specie si trova nell'Africa australe, con un centro di maggiore biodiversità nel Karoo succulento. La sottotribù Madahopliina è endemica del Madagascar.

## Tassonomia
La tribù comprende i seguenti generi:
- Sottotribù Anisonychina Burmeister, 1844
  - Anisonyx Latreille, 1807
  - Chasme Audinet-Serville, 1825
  - Inanda Péringuey, 1902
  - Khoina Péringuey, 1902
  - Korisaba Péringuey, 1902
  - Lepitrichula Schein, 1959
  - Lepitrix Lepeletier & Audinet-Serville, 1828
  - Peritrichia Burmeister, 1844

- Sottotribù Heterochelina Burmeister, 1844
  - Bizanus Péringuey, 1902
  - Coega Péringuey, 1902
  - Diaplochelus Burmeister, 1844
  - Dichelus Lepeletier & Audinet-Serville, 1828
  - Dicranocnemus Burmeister, 1844
  - Goniaspidius Burmeister, 1844
  - Gouna  Péringuey, 1902
  - Gymnoloma Dejean, 1833
  - Heterochelus Burmeister, 1844
  - Idutywa Péringuey, 1902
  - Knysna Péringuey, 1902
  - Mitrophorus Burmeister, 1844
  - Monochelus Berthold, 1827
  - Nanniscus Burmeister, 1844
  - Omocnemus Schein, 1958
  - Omocrates Mulsant & Rey, 1854
  - Outeniqua Péringuey, 1902
  - Platychelus Burmeister, 1844
  - Pseudoheterochelus Schein, 1959
  - Pseudouteniqua Schein, 1959
  - Scelidothrix Dombrow, 2001
  - Stigmatoplia Dombrow, 2001
  - Thabina Péringuey, 1902

- Sottotribù Hopliina Latreille, 1829
  - Araeohoplia Arrow, 1906
  - Blikana Péringuey, 1902
  - Dichelhoplia Blanchard, 1850
  - Ectinohoplia Redtenbacher, 1867
  - Eremoplia Kolbe, 1914
  - Gyroplia Brenske, 1893
  - Harpina Burmeister, 1844
  - Himalhoplia Sabatinelli, 1983
  - Hoplebaea Brenske, 1899
  - Hoplia Illiger, 1803
  - Hoplorida Moser, 1919
  - Kareiga Péringuey, 1902
  - Macroplia Brenske, 1898
  - Microplidus Péringuey, 1902
  - Nanaga Péringuey, 1902
  - Nesohoplia Scott, 1912
  - Pseudohoplia Reitter, 1890
  - Rabula Péringuey, 1902
  - Spinohoplia Sabatinelli, 1997

- Sottotribù Lepisiina Burmeister, 1844
  - Anisochelus Burmeister, 1844
  - Congella Péringuey, 1902
  - Cylichnus Burmeister, 1844
  - Cylindrocrates Schein, 1958
  - Kubousa Péringuey, 1902
  - Lepisia Lepeletier & Audinet-Serville, 1828
  - Pseudocongella Moser, 1924
  - Scelophysa Burmeister, 1844
  - Vanstaronia Kemmerer, 2006

- Sottotribù Madahopliina Lacroix, 1997
  - Amorphochelus Fairmaire, 1898
  - Athesphatoplia Lacroix, 1998
  - Blanchardoplia Lacroix, 1998
  - Caesariatoplia Lacroix, 1998
  - Calliferoplia Lacroix, 1998
  - Comoramorphochelus Lacroix, 1997
  - Delphinobius Fairmaire, 1900
  - Dentatoplia Lacroix, 1997
  - Dicentrines Burmeister, 1844
  - Dilatatoplia Lacroix, 1998
  - Dolichoplia Lacroix, 1998
  - Echyra Erichson, 1847
  - Embrithoplia Lacroix, 1998
  - Euknemoplia Lacroix, 1997
  - Eulaiades Fairmaire, 1899
  - Fairmairoplia Lacroix, 1997
  - Grammodoplia Lacroix, 1997
  - Homopliopsis Lacroix, 1998
  - Hopleidos Künckel d'Herculais, 1887
  - Hopliopsis Blanchard, 1850
  - Hovachelus Fairmaire, 1897
  - Laceratoplia Lacroix, 1997
  - Macropliopsis Lacroix, 1997
  - Madahoplia Lacroix, 1998
  - Megistoplia Lacroix, 1997
  - Michaeloplia Lacroix, 1997
  - Minutoplia Lacroix, 1998
  - Oberthuroplia Lacroix, 1998
  - Odontoplia Fairmaire, 1897
  - Oreogenoplia Lacroix, 1998
  - Paramicroplus Lacroix, 1998
  - Paramorphochelus Lacroix, 1997
  - Paroplia Fairmaire, 1903
  - Pseudomicroplus Lacroix, 1998
  - Pseudoparoplia Lacroix, 1997
  - Rhachistoplia Lacroix, 1997
  - Rimuloplia Lacroix, 1997
  - Sabatinelloplia Lacroix, 1998
  - Tsaratanoplia Lacroix, 1997

- Sottotribù Pachycnemina Laporte de Castelnau, 1840
  - Denticnema Schein, 1959
  - Eriesthis Dejean, 1833
  - Hoplocnemis Harold, 1869
  - Pachycnema Lepeletier & Audinet-Serville, 1828
  - Pachycnemida Péringuey, 1902
  - Pareriesthis Moser, 1919
  - Stenocnema Burmeister, 1844